# Santiago Stevenson
Santiago José Stevenson Ortiz (17 de octubre de 1928 - 3 de junio de 2007), conocido como El Trovador Evangélico, fue un cantante y compositor panameño, de música cristiana, fue ordenado Reverendo por la Iglesia Cuadrangular de Panamá.

## Biografía
Se unió en matrimonio con la señorita Eusebia Moreno en el año 1952 y tuvo 4 hijos y 6 nietos.
Inició sus estudios musicales de guitarra y trompeta en el conservatorio nacional de Panamá. Comenzó su ministerio musical a la edad de 17 años y una radiodifusora comercial lo bautizó con el sobrenombre "El Trovador Evangélico". Viajó por toda América y Europa, donde fue conocido como "El Trovador de las Américas".
Estudió inglés en la Universidad de Panamá y ejerció más tarde como profesor de escuela. También trabajó como Director de programación y locutor en una emisora cristiana en la ciudad de Panamá. Fue presentador de un programa radial para niños llamado "Júbilo Infantil" y "Tesoros musicales". Fue director del coro unido Eben-ezer durante 13 años y profesor del Instituto Bíblico de la Iglesia de Dios durante 4 años.
Pionero de la música cristiana a nivel iberoamericano. En el año 1999, se le regaló un homenaje sorpresa, por sus 52 años de ministerio musical, al cual concurrieron muchas de sus amistades y artistas cristianos de Panamá.
En 2022, su canción «Mas allá del sol», interpretada junto a Manuel Bonilla, apareció en los episodios Asylum y Gods and Monsters de la serie de Marvel, Moon Knight.

## Distinción Honorífica
La Asociación y Academia Musical de la Grabación Cristiana desde la perspectiva Latina, Premios AMCL, le honró en 2002 con el Premio Especial Personaje del Año destacando su ardua trayectoria musical y su aporte a la Música Cristiana Latina. En el momento de conocerse su muerte esta misma Academia le otorgó en la Edición del 2007 de esta prestigiosa premiación, un Premio Honorífico Póstumo por toda su labor durante más de 40 años al servicio de Dios, con este vino también un Reconocimiento a la memoria de Santiago Stevenson, reconocido como un adorador entregado y apasionado por Dios.

## Reconocimientos
Recibió varios galardones y distinciones por su gran labor, se destacan:
- 1986 Premio AMCL ,Por "El Rey Ya Viene" Como Álbum de Alabanza y Adoración del Año[4]
- 1988 Premio AMCL ,Por "Así es el Amor de Dios" Como Álbum de Alabanza y Adoración del Año[5]
- 1989 Premio AMCL ,Por "Jesús, Bella Flor" Como Álbum de Alabanza y Adoración del Año[6]
- 1989 Premio Arpa de Oro, recibido en Miami.
- 2002 Premio Especial Personaje del Año de la Academia de Premios AMCL
- 2007 Premio Especial Póstumo , otorgado por Premios AMCL

## Discografía
- Pero Queda Cristo (2002)
- América será para Cristo (2000)
- Divino Compañero (2000)
- Melodías de Ayer y Hoy (1995)
- Jesús, Bella Flor (1989)
- El Rey ya viene (1978)
- Seré su amigo fiel (1978)
- Así es el amor de Dios (1978)
- Un Pastor Amante (1978)
- Santiago en Puerto Rico (1976)
- La Voz del Evangelio (1970)
- Sendas Latinas (1970)
- Dos Voces Proclaman Es Cristo Mi Todo (1970) (con Manuel Bonilla)
- Santiago Regresa (1962)
- Santiago Canta (1960)